# Harry Potter und der Orden des Phönix (Computerspiel)
Harry Potter und der Orden des Phönix ist ein 2007 für Windows erschienenes Action-Adventure von Electronic Arts (EA). Im Spiel ist es die Aufgabe, verschiedene Missionen und Rätsel im sehr bekannten Harry-Potter-Universum, bei dem es um Schüler in der Zauberschule Hogwarts geht, zu lösen. Es ist der fünfte Teil der Harry-Potter-Videospielreihe von EA. Das Spiel basiert optisch und in seiner Handlung auf der gleichnamigen Verfilmung von Joanne K. Rowlings fünftem Roman ihrer Bestseller-Reihe.

## Spielprinzip
Das dreidimensionale Spiel wird in der Third-Person-Ansicht gespielt. Dabei kann man die Hauptspielfigur Harry Potter mit der Tastatur bzw. mit dem Gamepad durch seine Zauberschule steuern und verschiedene Zauber per Maus- bzw. Controllertasten ausführen. Im Laufe des Spiels muss man verschiedene Missionen meist durch das Ausführen verschiedener Zauber und das Erreichen bestimmter Punkte in der komplexen mehrstöckigen Schule, die hauptsächlich aus einem Schloss besteht, lösen.

## Synchronisation
Die meisten Sprecher des Spieles sind nicht dieselben wie im Film.
| Englischer Sprecher | Deutscher Sprecher   | Rolle            |
| ------------------- | -------------------- | ---------------- |
| Adam Sopp           | Nico Sablik          | Harry Potter     |
| Harper Marshall     | Gabrielle Pietermann | Hermine Granger  |
| Rupert Grint        | Jesse Grimm          | Ron Weasley      |
| Lewis MacLeod       | Eckart Dux           | Albus Dumbledore |
| Pooky Quesnel       | Daniela Reidies      | Maulende Myrte   |

## Nachfolger
Den direkten Nachfolger stellt Harry Potter und der Halbblutprinz (2009) dar. Darauf folgten Harry Potter und die Heiligtümer des Todes 1 und 2 (2010, 2011). Die letzten Teile sind deutlich action-basierter und setzen einen kleineren Schwerpunkt auf Rätsel und Erkunden als Harry Potter und der Orden des Phönix.